# Werner Lüderitz
Werner Lüderitz (* 8. August 1929 in Zerbst/Anhalt; † 19. Oktober 2024) war ein deutscher Tischtennisfunktionär. Er war Präsident des ehemaligen DDR-Tischtennisverbandes und nach der Wende Präsident des neu gegründeten Tischtennis-Verbandes Sachsen-Anhalt. Für seine Verdienste um den Tischtennissport wurde er mit dem ITTF Merit Award ausgezeichnet.

## Werdegang
Werner Lüderitz kümmerte sich als Funktionär zunächst um den Jugendbereich. 1956 übernahm er im TT-Verband der DDR DTTV den Vorsitz der Jugendkommission, den er bis 1975 innehatte. Von 1959 bis 1975 arbeitete er in der Jugendkommission des Weltverbandes ITTF. 1961 wurde er Vizepräsident im DTTV, 1974 löste er Edgar Azig als Präsident ab. Die durch den Leistungssportbeschluss verursachten Beschränkungen und Mängel – Materialmängel, kaum internationale Begegnungen – konnte er jedoch nicht beheben. Bis zur Auflösung des DTTV im Jahre 1990 blieb Lüderitz dessen Präsident.
Nach der Deutschen Wiedervereinigung wurde der Tischtennis-Verband Sachsen-Anhalt (TTVSA) neu gegründet, Lüderitz wurde zum Präsidenten gewählt. Dieses Amt bekleidete er bis 2000, dann kandidierte er aus Altersgründen nicht mehr.

## Ehrungen
Zahlreiche Ehrungen wurden Werner Lüderitz zuteil. 1988 zeichnete ihn die DDR-Führung mit dem Vaterländischen Verdienstorden in Silber aus. Ein Jahr später verlieh ihm der Weltverband ITTF den ITTF Merit Award. 1993 erhielt er vom Deutschen Tischtennis-Bund DTTB die Ehrennadel in Gold.

## Privat
Werner Lüderitz war verheiratet.